# Giberto II Pio
Giberto II Pio, fill de Marco I Pio, fou consenyor de Carpi des del 1418 associat als seus germans Giovanni, Alberto II i Galasso II. Inicialment, el feu estava supervisat pel més gran i únic adult, Giovanni, que va morir sense fills el 1431. Els germans supervivents van acordar governar sense conflictes.
Giberto II va casar el 1423 amb Polissena Appiano filla de Gherardo Leonardo I senyor de Piombino, més tard amb Ada de Polente Aldobrandini, i per tercer cop amb Elisabetta Migliorati, filla de Ludovico Migliorati senyor de Fermo.
Va morir en batalla el 1446 i va deixar set fills i filles: Taddea, Verde, Marco II Pio, Eleonora, Camilla, Ludovico i Maria Cleofé. Els fills, Marco i Ludovico, encara menors d'edat, van ser fàcilment associats al govern pels seus oncles Alberto II i Galasso II.